# ホーリーローマンエンペラー
ホーリーローマンエンペラー (Holy Roman Emperor) はアイルランドの競走馬および種牡馬。2006年フランス最優秀2歳馬。馬名は「神聖ローマ皇帝」の意。半兄に日本で走り京都4歳特別を勝ったビッグバイキングがいる。

## 戦績
2006年のヨーロッパ2歳戦線で活躍し、芝1400メートルのジャン・リュック・ラガルデール賞をレコードで勝利するなどの実績を挙げた。ライバルはテオフィロで、ナショナルステークスとデューハーストステークスで2度対戦したが、それぞれ1馬身4分の1差・アタマ差の2着に敗れている。
テオフィロとともに2007年のヨーロッパクラシックの有力馬と目されていたが、同年3月に急遽種牡馬入りが決定し、現役を引退した。

### 競走成績
- 2006年（7戦4勝）
  - フィーニクスステークス (G1) 、ジャンリュックラガルデール賞 (G1) 、レイルウェイステークス (G2)

## 種牡馬入りの経緯
2007年春から種牡馬入り予定だったジョージワシントンの生殖能力に問題がある事が判明。ジョージワシントンの交配予定だった繁殖牝馬への対応処置としてクールモアスタッドはホーリーローマンエンペラーを急遽引退させ、いわば代役に近い形で本馬の種牡馬入りが決定した。なお、ジョージワシントンはアメリカ合衆国から専門医を招聘し行われた検査の結果、種牡馬入りは見送られ2007年6月に競走復帰。同年10月のブリーダーズカップ・クラシックに出走したが競走中に故障を発生、予後不良の処分がなされている。
この多方面を巻き込んだ二転三転の引退劇の背景には、両馬の父であり各国で高い評価を受けていた名種牡馬・デインヒルが2003年に急死した事が強く影響しているものと思われる。現在もデインヒルの後継馬探しは世界中で続けられており、本馬の他にも競走馬としての絶頂期にありながら突如引退し種牡馬入りしたロックオブジブラルタルなど類似例は少なくない。
ホーリーローマンエンペラーはヨーロッパクラシックの有力馬だっただけに、その矢先の引退に調教師のエイダン・オブライエン師も落胆を隠しきれない様子だったという。

## 種牡馬成績
2010年に初年度産駒がデビュー。当初の産駒成績は期待されたほどではなかったが、2012年にHomecoming Queenが1000ギニーを9馬身差で圧勝して産駒初G1制覇を成し遂げ、脚光を浴びる。それ以後も北半球、南半球を問わず活躍馬を出している。

### 主な産駒
※競走名はG1、斜体はローカルグレード、カタカナ馬名に*が付されている馬は本邦輸入
- Beauty Only / ビューティーオンリー - 香港クラシックマイル
- Designs On Rome / デザインズオンローム - 香港カップ、クイーンエリザベス2世カップ、香港ダービー、香港クラシックカップ、香港ゴールドカップ
- Homecoming Queen / *ホームカミングクイーン - 1000ギニー
- Mongolian Khan / モンゴリアンカーン - ニュージーランドダービー、オーストラリアンダービー、コーフィールドカップ
- Morandi / モランディ - クリテリウムドサンクルー
- Rich Tapestry / リッチタペストリー - サンタアニタスプリントチャンピオンシップステークス
- Rollout The Carpet / ロールアウトザカーペット - ニュージーランド1000ギニー
- Well Timed / ウェルタイムド - ディアナ賞
- Rockemperor / ロックエンペラー - ジョーハーシュ・ターフクラシックステークス

### 母父としての主な産駒
- Newspaperofrecord / ニュースペーパーオブレコード（父Lope de Vega） - ジャストアゲームステークス
- Porta Fortuna / ポルタフォルトゥナ（父カラヴァッジオ） - チェヴァリーパークステークス、コロネーションステークス、ファルマスステークス、メイトロンステークス
- Shale / シェール（父Galileo） - モイグレアスタッドステークス
- Verbal Dexterity / バーバルデクステリティ（父Vocalised） - 愛ナショナルステークス
- ダノンマッキンリー（父モーリス） - ファルコンステークス、スワンステークス

## 血統表
| ホーリーローマンエンペラー (Holy Roman Emperor)の血統（ダンジグ系 / Northern Dancer3×3=25.00%、Natalma4・4×4=18.75%、Nearco5×5・5=9.38%） | ホーリーローマンエンペラー (Holy Roman Emperor)の血統（ダンジグ系 / Northern Dancer3×3=25.00%、Natalma4・4×4=18.75%、Nearco5×5・5=9.38%） | ホーリーローマンエンペラー (Holy Roman Emperor)の血統（ダンジグ系 / Northern Dancer3×3=25.00%、Natalma4・4×4=18.75%、Nearco5×5・5=9.38%） | （血統表の出典）      | （血統表の出典） |
| 父 *デインヒル Danehill 1986 鹿毛 | 父の父Danzig 1977 鹿毛 | Northern Dancer | Nearctic              | Nearctic         |
| 父 *デインヒル Danehill 1986 鹿毛 | 父の父Danzig 1977 鹿毛 | Northern Dancer | Natalma               |                  |
| 父 *デインヒル Danehill 1986 鹿毛 | 父の父Danzig 1977 鹿毛 | Pas De Nom | Admiral's Voyage      | Admiral's Voyage |
| 父 *デインヒル Danehill 1986 鹿毛 | 父の父Danzig 1977 鹿毛 | Pas De Nom | Petitioner (USA)      |                  |
| 父 *デインヒル Danehill 1986 鹿毛 | 父の母Razy Ana 1981 鹿毛 | His Majesty | Ribot                 | Ribot            |
| 父 *デインヒル Danehill 1986 鹿毛 | 父の母Razy Ana 1981 鹿毛 | His Majesty | Flower Bowl           |                  |
| 父 *デインヒル Danehill 1986 鹿毛 | 父の母Razy Ana 1981 鹿毛 | Spring Adieu | Buckpasser            | Buckpasser       |
| 父 *デインヒル Danehill 1986 鹿毛 | 父の母Razy Ana 1981 鹿毛 | Spring Adieu | Natalma               |                  |
| 母 L'On Vite 1986 栗毛 | 母の父Secretariat 1970 栗毛 | Bold Ruler | Nasrullah             | Nasrullah        |
| 母 L'On Vite 1986 栗毛 | 母の父Secretariat 1970 栗毛 | Bold Ruler | Miss Disco            |                  |
| 母 L'On Vite 1986 栗毛 | 母の父Secretariat 1970 栗毛 | Somethingroyal | Princequillo          | Princequillo     |
| 母 L'On Vite 1986 栗毛 | 母の父Secretariat 1970 栗毛 | Somethingroyal | Imperatrice           |                  |
| 母 L'On Vite 1986 栗毛 | 母の母Fanfreluche 1967 鹿毛 | Northern Dancer | Nearctic              | Nearctic         |
| 母 L'On Vite 1986 栗毛 | 母の母Fanfreluche 1967 鹿毛 | Northern Dancer | Natalma               |                  |
| 母 L'On Vite 1986 栗毛 | 母の母Fanfreluche 1967 鹿毛 | Ciboulette | Chop Chop             | Chop Chop        |
| 母 L'On Vite 1986 栗毛 | 母の母Fanfreluche 1967 鹿毛 | Ciboulette | Windy Answer F-No.4-g |                  |

日本で供用された種牡馬のスマコバクリーク・シアトルヒーローとは、いとこ同士の関係にあたる。